# Flikflak i slummen
Flikflak i slummen er en dansk oplysningsfilm fra 2011, der er instrueret af Ida Sofie Benkert Holtet og Mads Peter Gøbel Elmquist.

## Handling
I Nairobis slumområder, hvor arbejdsløsheden er høj og mulighederne få, træner unge selvlærte akrobatikgrupper hårdt for at få deres inderste ønske opfyldt - at komme til udlandet og tjene penge på shows. Filmen følger en flok unge akrobater fra slumområdet Kayole, der mødes hver morgen for at holde formen intakt og øve sig på de tricks, som endnu ikke er fuldendte. Seerne præsenteres for de erfarne akrobater John og Alex, der fortæller om at arbejde i Israel, og hvordan de derefter har kunnet give deres familie et bedre liv. Samtidig møder seerne Kevin, der inspireret af John og Alex droppede studierne for at dyrke akrobatik på fuldtid. I filmen kommer Kevin på den ultimative prøve, da han skal optræde på sin gamle folkeskole. Her skal han bevise over for sin gamle matematiklærer, at selvom man ikke var god i skolen, kan man sagtens blive til noget. Filmen byder på dristige menneskepyramider og kraftfulde spring og giver en utraditionel skildring af unge mænds kamp for en bedre tilværelse midt i slummens håbløshed.